# Городище (Байкаловський район)
Городи́ще (рос. Городище) — село у складі Байкаловського району Свердловської області. Входить до складу Баженовського сільського поселення.
Населення — 700 осіб (2010, 802 у 2002).
Національний склад населення станом на 2002 рік: росіяни — 99 %.